# 蔡仁山
蔡仁山（1931年—2021年12月5日），山东栖霞人，中国人民解放军将领、中国人民解放军中将。 
1988年，授予中国人民解放军少将军衔，1993年晋升中将，曾任济南军区副政治委员兼纪律检查委员会书记。2021年12月5日在北京逝世，享年90岁。